# گئورگیفکا (شهرستان باکالینسکی، باشقیرستان)
گئورگیفکا (به لاتین: Georgiyevka) یک منطقهٔ مسکونی در روسیه است که در باشقیرستان واقع شده‌است.